# Kandari (Niger)
Kandari ist ein Dorf im Arrondissement Zinder I der Stadt Zinder in Niger.

## Geographie
Das von einem traditionellen Ortsvorsteher (chef traditionnel) geleitete Dorf befindet sich südöstlich des Stadtzentrums im ländlichen Gemeindegebiet von Zinder, der Hauptstadt der gleichnamigen Region Zinder. Die südlichen Nachbardörfer von Kandari sind Kagna Djéka Fada und Kagna Magassa.
Beim Dorf erstrecken sich große Flächen mit dem feinkörnigen Gestein Pyroxen-Gneis. Der hohe Anteil an Amphibolen verleiht dem Kalksilikatgneis ein grünliches Aussehen. Vergleichbare Gesteine in der Region gibt es um das Dorf Kissambana Yérima. Wie im gesamten Gemeindegebiet von Zinder herrscht das Klima der Sahelzone vor, mit einer durchschnittlichen jährlichen Niederschlagsmenge zwischen 300 und 400 mm.
Der Ortsname Kandari ist ein regionaler Trivialname für die Pflanzenart Terminalia macroptera, einen kleinen Baum, der typisch für offene parkähnliche Vegetationsformen ist.

## Bevölkerung
Bei der Volkszählung 2012 hatte Kandari 986 Einwohner, die in 160 Haushalten lebten.

## Wirtschaft und Infrastruktur
Es gibt eine Schule im Dorf.